# Spooner (Wisconsin)
Spooner – miasto w Stanach Zjednoczonych, w stanie Wisconsin, w hrabstwie Washburn.